# El Català de l'Alguer: un model d'àmbit restringit
El Català de l'Alguer: un model d'àmbit restringit és una obra publicada per la Secció Filològica de l'Institut d’Estudis Catalans que proposa un estàndard per a la variant algueresa de la llengua catalana. En tracta els aspectes fonètics, morfològics i lèxics propis.
Va ser elaborada al Centre de Recursos Pedagògics Maria Montessori. Les resolucions d'aquesta obra van ser aprovades per la mateixa Secció Filològica el 12 d'abril del 2002 i es van presentar a l'Alguer el 1r de març del 2003. Addicionalment, Joan Veny i Luca Scala, els lingüistes a cura de l'edició, van presentar-lo a Barcelona el 16 de juny del 2004.
La creació del dit subestàndard nou no hauria estat possible sense una fixació prèvia dels trets lingüístics que defineixen l'alguerès, duta a terme d'ençà del 1994 per Joan Veny i Clar, Mar Massanell i Andreu Bosch, entre d'altres, amb el suport del mateix Centre de Recursos Pedagògics Maria Montessori i de l'associació Òmnium Cultural de l'Alguer. Per exemple, en alguerès s'admet l'ús de l'article lo.
El maig de 2021, l'Ajuntament de l'Alguer va aprovar una resolució que oficialitzava l'obra com a referència a l'hora de transcriure i traduir els textos oficials de l'Administració Comunal. Hom espera que el text esdevingui un estàndard en l'ús de l'alguerès per part de l'Ajuntament, si bé ja està en ús des de la seva publicació. Això va suposar un pas històric per a la normalització del català, atès que es tracta del primer estàndard de què disposa l'alguerès.